# Jan Pen

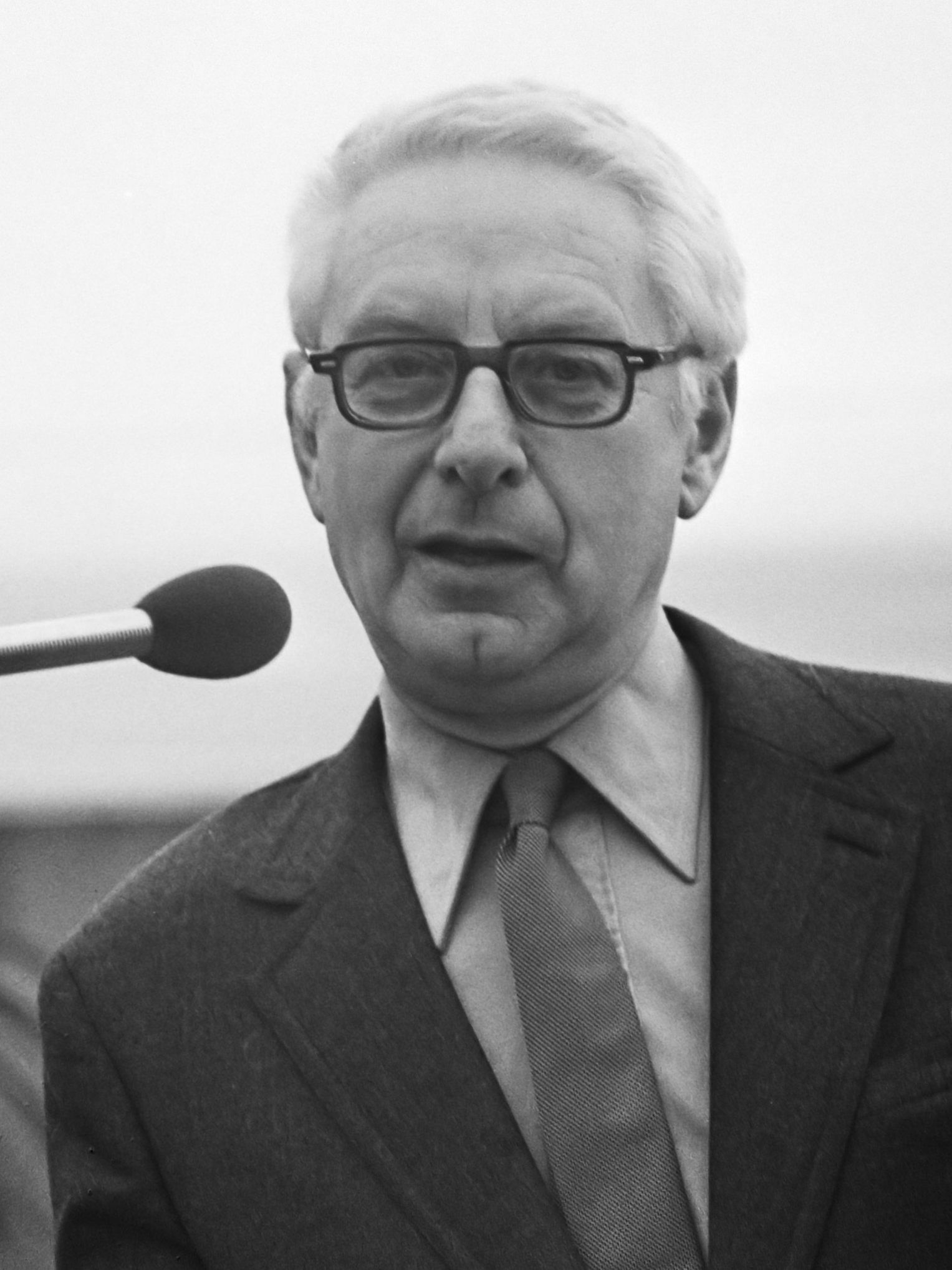
Jan Pen (1976)

Jan Pen (* 15. Februar 1921 in Lemmer; † 14. Februar 2010 in Haren) war ein niederländischer Wirtschaftswissenschaftler, Professor und Kolumnist. Er ist Autor verschiedener wirtschaftswissenschaftlicher Bücher. In Nichtfachkreisen bekannt ist seine Veranschaulichung von Einkommensungleichheit mit der von ihm erdachten und inzwischen nach ihm benannten bildhaften Vorstellung einer Parade der Einkommen – Pen’s Parade.

## Leben und Arbeit
Pen studierte an der Vrije Universiteit Amsterdam, wo er 1950 mit einer Arbeit über die Theorie von Tariflohnverhandlungen promovierte. Er war Direktor für allgemeine Wirtschaftspolitik im niederländischen Ministerium für Wirtschaftsangelegenheiten. 1956 wurde er als Professor für politische Ökonomie und öffentliche Finanzen an die juristische Fakultät und die wirtschaftswissenschaftliche Fakultät der Reichsuniversität Groningen berufen. Im Jahre 1949 veröffentlichte er sein Werk Moderne Ökonomie, in den Niederlanden über Jahre das Standardwerk der Einführung in die Makroökonomie. Es erschien in zahlreichen Übersetzungen und 1977 in einer aktualisierten Version unter dem Titel Makroökonomie. Pen hielt 1986 seine Abschiedsvorlesung, blieb als emeritierter Professor an der wirtschaftswissenschaftlichen Fakultät jedoch weiterhin aktiv.
Pen ist der Erfinder der „Parade der Einkommen“. Die international als Pen’s Parade bekannte Veranschaulichung ist eine bildhafte Darstellung von Einkommensungleichverteilung. In ihrer grafischen Abbildung in einem Koordinatensystem sind entlang der x-Achse alle Haushalte oder Einzelpersonen von arm nach reich sortiert aneinandergereiht und der jeweils zugehörige Wert auf der y-Achse entspricht deren Einkommenshöhe. Eine der Beschreibungen des Graphen lautet „Parade van dwergen en een enkele reus“(„Parade von Zwergen und einem einzelnen Riesen“).
1972 wurde Pen in die Königlich Niederländische Akademie der Wissenschaften aufgenommen.
1974 hielt Jan Pen im niederländischen Leiden die dritte Huizingalezing, ein in den Niederlanden angesehener jährlicher Festvortrag über Themen der Kulturgeschichte oder Philosophie, der später unter anderen von Noam Chomsky und Golo Mann gehalten wurde. Der Titel von Pen’s Vortrag war „Die Kultur, das Geld und das Volk“ (Anm.: oder „die Leute“?). Viele Jahre verfasste er Kolumnen für die niederländische Tageszeitung Het Parool, eine der größten niederländischen Zeitungen der damaligen Zeit. Darüber hinaus schrieb er regelmäßig in Hollands Maandblad und den Economisch Statistische Berichten (ESB).
In seiner Novelle Unter Professoren über die akademische Szene in Groningen machte Willem Frederik Hermans mit dem fiktionalen Charakter des Tape Pap eine Anspielung auf Jan Pen.
Jan Pen starb einen Tag vor seinem 89. Geburtstag.

## Jan-Pen-Preis
Der Jan Penprijs ist ein jährlich vergebener Ehrenpreis der Universität Groningen an die Studenten mit den besten Arbeiten im Bereich der Wirtschafts- und Sozialwissenschaften.

## Werke (Auswahl)
Pen schrieb unzählige Artikel und mehrere Bücher, darunter:
- Moderne Economie (dt. Moderne Wirtschaft) (1958)
- Income distribution: facts, theories and policies. Neue Ausg.: Penguin Books, Harmondsworth. ISBN 0-14-021259-0. (Pelican books) (1974). Orig. Ausg.: Alen Lane, Penguin Press, London, ISBN 0-7139-0179-9, (1971)
- Dat stomme economenvolk met zijn heilige koeien (dt. Die blöden Wirtschaftsleute mit ihren heiligen Kühen). Het Spectrum, Utrecht, ISBN 90-274-5869-3, (1976) (online)
- Kijk, economie: over mensen, wensen, werk en geld (dt. Schau, Wirtschaft: über Menschen, Wünschen, Arbeit und Geld). Het Spectrum, Utrecht, ISBN 90-274-9242-5, (1979)
- Wie heeft er gelijk? (dt. Wer hat recht?). Academic Service, Schoonhoven, ISBN 90-5261-001-0, (1989)
- Een overzichtelijke wereld: biografische berichten (dt. Eine übersichtliche Welt: biografische Beiträge). Nieuwezijds, Amsterdam, ISBN 90-5712-042-9, (1998)